# Johann Gebhard Maass
Johann Gebhard Ehrenreich Maass, také Maaß (26. února 1776, Krottendorf u Halberstadtu, Svatá říše římská – 23. prosince 1823, Halle, Německý spolek) byl německý filozof, psycholog a vysokoškolský profesor.

## Život a dílo
Narodil se v rodině evangelického kněze. V Halberstadtu navštěvoval dómskou školu a v roce 1784 opustil rodné město a zamířil na proslulé protestantské vysoké učení na Friedrichovu univerzitu v Halle. Univerzitu v Halle absolvoval s prací „Dissertatio exhibens paralipomena ad historiam doctrinae de associatione idearum“. Poté zde přednášel nejdříve jako soukromý docent, mimořádný profesor a od roku 1798 jako řádný profesor. K jeho oborům patřila matematika, filozofie a rétorika. Za napoleonské okupace se stal prorektorem univerzity (1805-1806), podporoval německé vlastenectví, v době končících napoleonských bojů ve střední Evropě v letech 1813-1815 měl na starost i městský lazaret. Prorektorem univerzity byl zvolen ještě v letech 1815-1817 a 1821-1823. V roce 1814 se stal členem hallské zednářské lóže. Patřil také k významným podporovatelům hudby a též v roce 1814 založil v Halle hudební akademii.
Ve své filozofické práci se řadil k široké skupině vycházející z Leibnize. Tito filozofové stáli v kontrapunktu proti Kantovi.

## Dílo
- Briefe über die Antinomie der Vernunft (1788)
- Ueber die transscendentale Aesthetik (1789)
- Ueber die Möglichkeit der Vorstellung vom Dinge an sich (1789)
- Ueber den Satz des zureichenden Grundes (1790) a další.